# Johnny Colla

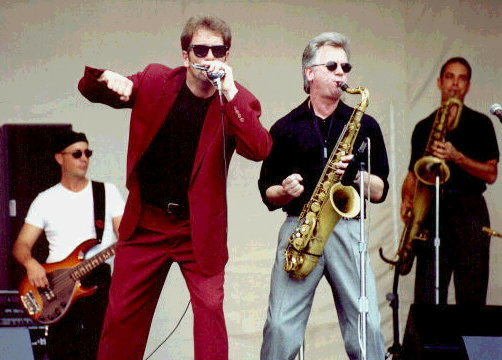
Johnny Colla (vorn rechts) neben Huey Lewis, 2006

John Victor Colla (* 2. Juli 1952 in Sacramento) ist ein US-amerikanischer Musiker und Gründungsmitglied der Band Huey Lewis & The News. Er spielt Gitarre und Saxophon, komponiert für andere Künstler und arbeitet zeitweilig als Produzent und Toningenieur. Colla ist gemeinsam mit Huey Lewis und Chris Hayes Autor des Liedes The Power of Love, das für den Soundtrack des Films Zurück in die Zukunft aufgenommen wurde.

## Biografie
Johnny Colla war in den 1970er Jahren bis zu ihrer Auflösung Mitglied der Gruppe Sound Hole, der auch Mario Cipollina angehörte und die 1975 die Single Everyday (For The Rest Of My Life) veröffentlichte. Nachdem er Sound Hole verlassen hatte, schloss er sich der Band an, die jeden Montag Abend im  Club Uncle Charlie's in Corte Madera spielte. Sänger dieser Gruppe war Huey Lewis, mit dem Colla 1979 die Band Huey Lewis and the American Express aus der Taufe hob und mit dem ihm seither eine feste Freundschaft verbindet. Nach einem Namenswechsel firmierte die Gruppe unter dem Namen Huey Lewis & The News und feierte insbesondere in den 1980er Jahren weltweit große Erfolge.
Zusätzlich zu seinem Engagement in der Band arbeitete Colla unter anderem als Komponist für Fats Domino, The Dave Clark Five, Dolly Parton, Freddie King, Air Supply, B.B. King und viele andere, sowie als Produzent für Angela Strehli und SVT. Als Toningenieur arbeitete er außerdem für Albert Lee und die Doobie Brothers.
2002 veröffentlichte er sein erstes Soloalbum, Lucky Devil, dem 2013 ein weiteres, I Hear Voices, folgte.

## Diskografie (Auszug)
Mit Sly & the Family Stone
- Heard Ya Missed Me, Well I'm Back (1976)

Mit Huey Lewis & The News
- Huey Lewis and The News (1980)
- Picture This (1982)
- Sports (1983)
- Fore! (1986)
- Small World (1988)
- Hard at Play (1991)
- Four Chords & Several Years Ago (1994)
- Plan B (2001)
- Live at 25 (2005)
- Soulsville (2010)

Solo
- Lucky Devil (2002)
- I Hear Voices (2013)

Mit Nick Lowe
- The Rose of England (1985)

Mit Heart
- Heart (1985)

Mit Grace Slick
- Software (1984)